# Mathias Tjärnqvist
Mathias Erik Tjärnqvist (* 15. April 1979 in Umeå) ist ein ehemaliger schwedischer Eishockeyspieler und derzeitiger -trainer, der im Verlauf seiner aktiven Karriere zwischen 1995 und 2017 unter anderem 173 Spiele für die Dallas Stars und Phoenix Coyotes in der National Hockey League auf der Position des linken Flügelstürmers bestritten hat, hauptsächlich aber für Djurgårdens IF in der Elitserien aktiv war. Sein älterer Bruder Daniel war ebenfalls professioneller Eishockeyspieler.

## Karriere
Tjärnqvist verbrachte seine Juniorenzeit bei Rögle BK, für dessen Profimannschaft der Stürmer in der Saison 1996/97 im Alter von 17 Jahren in der zweitklassigen Division 1 debütierte. Im Sommer 1999 verließ er den Klub schließlich, wechselte aber innerhalb Schwedens zum Erstligisten Djurgårdens IF in die Hauptstadt Stockholm, obwohl er im selben Sommer im NHL Entry Draft 1999 in der dritten Runde an 96. Stelle von den Dallas Stars aus der National Hockey League ausgewählt worden war. Für Djurgården spielte auch sein älterer Bruder Daniel, mit dem er in den folgenden zwei Spielzeiten jeweils den Gewinn der schwedischen Meisterschaft feierte.
Nach vier erfolgreichen Jahren in Stockholm wagte der Flügelstürmer zur Saison 2003/04 den Sprung nach Nordamerika, wo er einen Jahresvertrag bei den Dallas Stars unterzeichnete. Er verbrachte das Spieljahr schließlich hauptsächlich in der American Hockey League beim Farmteam Utah Grizzlies, allerdings kam er auch zu 18 NHL-Einsätzen für die Stars. Auch aufgrund des Lockouts der NHL-Saison 2004/05 kehrte Tjärnqvist nach nur einem Jahr nach Schweden zurück und lief für den HV71 aus Jönköping auf, um nach Ende der Spielzeit einen Vertrag beim Klassenrivalen Linköping HC zu unterzeichnen. Da ihm Dallas allerdings einen neuen Vertrag anbot, zerschlug sich das Engagement mit Linköping und der Angreifer wechselte erneut in die Vereinigten Staaten.
Sein zweiter Anlauf in Dallas Fuß zu fassen verlief wesentlich erfolgreicher. Zwar verbrachte der Schwede erneut einen Teil der Saison im Farmteam Iowa Stars, allerdings gelang es ihm in seinem zweiten Jahr sich im NHL-Stammkader festzuspielen. Im Februar 2007 wurde er dann gemeinsam mit einem Erstrunden-Wahlrecht im NHL Entry Draft 2007 zu den Phoenix Coyotes transferiert, die im Gegenzug den slowakischen Stürmer Ladislav Nagy nach Dallas schickten. In Phoenix absolvierte er in der Saison 2007/08 seine letzte NHL-Spielzeit, da er im Sommer 2008 zu seinem Stammklub Rögle BK zurückkehrte, der inzwischen in die Elitserien aufgestiegen war. Ein Jahr später unterschrieb er erneut einen Vertrag bei seinem Ex-Klub Djurgårdens IF. Diesem hielt er für drei Jahre die Treue und wurde einmal Vizemeister mit dem Team. Anschließend kehrte Tjärnqvist wieder nach Rögle zurück. Dort blieb er auch nach dem Abstieg in die HockeyAllsvenskan. Zur Spielzeit 2014/15 wechselte er innerhalb der Liga zu den Malmö Redhawks, mit denen im selben Jahr der Aufstieg in die in Svenska Hockeyligan umbenannte Eliteklasse des schwedischen Eishockeys gelang.
Obgleich des Erfolgs verließ Tjärnqvist aber die Mannschaft und wechselte ins benachbarte Finnland zu JYP Jyväskylä in die Liiga. Für den Erstligisten bestritt der Offensivspieler allerdings nur elf Einsätze und kehrte Ende Januar 2016 nach Malmö zurück. Dort beendete er nach der Saison 2016/17 im Alter von 38 Jahren seine aktive Karriere und wechselte ins Management des Klubs, wo er den Posten des Assistenz-General-Managers übernahm.
In der Saison 2019/20 war er Nachwuchstrainer beim Rögle BK, anschließend zwei Jahre Trainer beim IK Oskarshamn. Zwischen 2022 und 2024 betreute er die Malmö Redhawks als Co-Trainer, ehe er 2024 in gleicher Position vom EHC Biel verpflichtet wurde.

### International
Für sein Heimatland stand Tjärnqvist im Juniorenbereich bei der U18-Junioren-Europameisterschaft 1997 sowie der U20-Junioren-Weltmeisterschaft 1999 auf dem Eis. Dabei konnte er die Europameisterschaft mit dem Gewinn der Silbermedaille abschließen. Die gleiche Medaille gewann der Stürmer auch bei seinen beiden Weltmeisterschaftsteilnahmen in den Jahren 2003 und 2004.

## Erfolge und Auszeichnungen
- 2000 Schwedischer Meister mit Djurgårdens IF
- 2001 Schwedischer Meister mit Djurgårdens IF
- 2010 Schwedischer Vizemeister mit Djurgårdens IF
- 2015 Aufstieg in die Svenska Hockeyligan mit den Malmö Redhawks

### International
- 1997 Silbermedaille bei der U18-Junioren-Europameisterschaft
- 2003 Silbermedaille bei der Weltmeisterschaft
- 2004 Silbermedaille bei der Weltmeisterschaft

## Karrierestatistik

### International
Vertrat Schweden bei:
- U18-Junioren-Europameisterschaft 1997
- U20-Junioren-Weltmeisterschaft 1999
- Weltmeisterschaft 2003
- Weltmeisterschaft 2004

(Legende zur Spielerstatistik: Sp oder GP = absolvierte Spiele; T oder G = erzielte Tore; V oder A = erzielte Assists; Pkt oder Pts = erzielte Scorerpunkte; SM oder PIM = erhaltene Strafminuten; +/− = Plus/Minus-Bilanz; PP = erzielte Überzahltore; SH = erzielte Unterzahltore; GW = erzielte Siegtore; 1 Play-downs/Relegation; Kursiv: Statistik nicht vollständig)